# Ernst Liljedahl
Ernst Torsten Sigfrid Liljedahl (i riksdagen kallad Liljedahl i Tranås, senare Liljedahl i Linköping), född 6 december 1869 i Trelleborg, död 19 juni 1937 i Säby, var en svensk militär, skriftställare och politiker (liberal). 
År 1894 gifte han sig med Agnes Amalia Åhström, dottern till en verkmästare.
Ernst Liljedahl, som kom från en apotekarfamilj, gjorde militär karriär vid första livgrenadjärregementet, där han blev löjtnant 1899 och kapten 1909. Han engagerade sig också i nykterhetsrörelsen och blev ordförande i Sveriges officerares helnykterhetsförbund 1912. Förutom detta publicerade han sig också bland annat litteraturhistoriska skrifter om Johann Wolfgang von Goethe och Vitalis Norström.
Liljedahl var riksdagsledamot i andra kammaren för Jönköpings läns östra valkrets 1912–1917. Som kandidat för frisinnade landsföreningen tillhörde han dess riksdagsparti Liberala samlingspartiet, men år 1917 lämnade han gruppen och betecknade sig som vilde. I riksdagen var han bland annat ordförande i 1915 års femte tillfälliga utskott. Han var främst engagerad i försvarsfrågor, men ägnade sig också åt kulturella ämnen; bland annat lämnade han in en motion om skärpt kontroll av teaterväsendet för höjande av teaterns sedliga nivå. 
Till sina dikter som han skrev hämtade han motiv från bygden kring sjön Sommen i södra Östergötland, där hans förfäder levat och verkat i generationer. Detta var en trakt han älskade över allt annat. Under 1920-talet ägnade Liljedahl sina krafter åt en studie över östgötasläkterna Liljedahl och Wallman.

## Skrifter (urval)
- Sociala uppgifter för armén (ocial tidskrifts förlag, 1903)
- Svenska lifsfrågor (Geber, 1907)
- Swedenborg: hans lif och åskådning (Geber, 1908)
- Goethes kärlek (Geber, 1910-1916; fyra vol.)
- Sverige och kriget (Lindblad, 1915)
- Kring världskampen: synpunkter och studier (Lindblad, 1916)
- Vitalis Norström: hans liv och verk (Svenska kyrkans diakonistyrelses bokförlag, 1917-1918)
- Dikter (Linköping: H. Carlsons bokhandel, 1919)
- Anor och minnen: en studie över östgötasläkterna Liljedahl och Wallman jämte befryndade släkter (Linköping: H. Carlsons bokhandel, 1927-1930)

## Översättningar
- Rudolf Eucken: Jesu livsåskådning (Geber, 1908)
- Johann Wolfgang von Goethe & Friedrich von Schiller: Dikter av Goethe och Schiller (Linköping: H. Carlsons bokhandel, 1921)
- Rudolf Eucken: Levnadsminnen: ett stycke tyskt liv (Diakonistyrelsen, 1921)